# Rajawangi
Rajawangi is een bestuurslaag in het regentschap Majalengka van de provincie West-Java, Indonesië. Rajawangi telt 3576 inwoners (volkstelling 2010).